# 谷口愛
谷口愛（たにぐち あい、1968年 - ）は日本兵庫県芦屋市出身の実業家。エー・アイ・クリエーション（本店所在地・芦屋市）代表。

## 人物・来歴
兵庫県神戸市生まれ。
兵庫県立青雲高校普通科通信制課程卒業後Stetson University　Political Science & Economics 首席卒業/同志社大学経営大学院修了
2000年、アメリカ大統領選にてアル・ゴア元副大統領の選挙スタッフとして働く。
2001年にフロリダ州の名門私立大学、ステッソン大学に入学。
2002年、フロリダ州の裁判所で裁判長の秘書として働く。
2005年、ステッソン大学を卒業。同年、個人事業主として老舗ホテルの再生事業を手がけ、サンテレビニュースシグナルの特集番組で取り上げられる。
2008年、株式会社エー・アイ・クリエーションを設立。
2011年4月、アブダビに法人「AI Salab Cosmetic Distribution Ltd,」を設立。

## 書籍

### 単行本

#### どん底からでも人生は逆転できる。
（2015年11月、世界文化社 / ISBN9784418155088）

## メディア出演
- 2005年　サンテレビ　ニュースシグナル
- 2010年 - 産経新聞 関西笑談連載（6月28日 - 7月2日）
- 2011年1月 - NHK総合のドラクロワに出演。
- 2012年　日本テレビ　解決ナイナイアンサー
- 2012年　BSジャパン　アジアの風　賢者の選択「川合善大の逆転経営塾」第13回「人脈は相手のために使え!!」出演